# Sloveens voetbalelftal in 2004
Het Sloveens voetbalelftal speelde in totaal negen interlands in het jaar 2004, waaronder vier duels in de kwalificatiereeks voor het WK voetbal 2006 in Duitsland. De ploeg stond onder leiding van bondscoach Branko Oblak, de opvolger van Bojan Prašnikar, die werd weggestuurd na de 2-1 nederlaag tegen Zwitserland op 28 april. Op de in 1993 geïntroduceerde FIFA-wereldranglijst zakte Slovenië in 2004 van de 31ste (januari 2004) naar de 42ste plaats (december 2004).

## Balans
| Wedstrijden | Wedstrijden | Wedstrijden | Wedstrijden | Doelpunten | Doelpunten | Doelpunten | Punten |
| Gespeeld    | Winst       | Gelijk      | Verlies     | Voor       | Tegen      | Saldo      | Punten |
| ----------- | ----------- | ----------- | ----------- | ---------- | ---------- | ---------- | ------ |
| 9           | 2           | 3           | 4           | 6          | 9          | –3         | 0.778  |

## Interlands
|                                                                  |                                           |       |          |                                                                                                   |
| 18 februari Vriendschappelijk № 102 «onderlinge duels» 20:00 uur | Polen                                     | 2 – 0 | Slovenië | Estadio Municipal Bahía Sur, San Fernando Toeschouwers: 150 Scheidsrechter: Francisco López (ESP) |
| 18 februari Vriendschappelijk № 102 «onderlinge duels» 20:00 uur | Sebastian Mila 24' Andrzej Niedzielan 65' |       |          | Estadio Municipal Bahía Sur, San Fernando Toeschouwers: 150 Scheidsrechter: Francisco López (ESP) |

|                                                               |          |                        |         |                                                                                          |
| 31 maart Vriendschappelijk № 103 «onderlinge duels» 18:00 uur | Slovenië | 0 – 1                  | Letland | Športni Park Pod Golovcem, Celje Toeschouwers: 2.300 Scheidsrechter: Anton Stredák (SVK) |
| 31 maart Vriendschappelijk № 103 «onderlinge duels» 18:00 uur |          | 36' Māris Verpakovskis |         | Športni Park Pod Golovcem, Celje Toeschouwers: 2.300 Scheidsrechter: Anton Stredák (SVK) |

|                                                               |                                     |       |                    |                                                                               |
| 28 april Vriendschappelijk № 104 «onderlinge duels» 20:15 uur | Zwitserland                         | 2 – 1 | Slovenië           | Stade de Genève, Genève Toeschouwers: 7.500 Scheidsrechter: Ruud Bossen (NED) |
| 28 april Vriendschappelijk № 104 «onderlinge duels» 20:15 uur | Fabio Celestini 66' Hakan Yakin 85' |       | 46' Zlatko Zahovič | Stade de Genève, Genève Toeschouwers: 7.500 Scheidsrechter: Ruud Bossen (NED) |

|                                                                  |                |       |                      | |
| 18 augustus Vriendschappelijk № 105 «onderlinge duels» 20:15 uur | Slovenië       | 1 – 1 | Servië en Montenegro | Centralni Stadion za Bežigradom, Ljubljana Toeschouwers: 5.000 Scheidsrechter: Tom Henning Øvrebø (NOR) |
| 18 augustus Vriendschappelijk № 105 «onderlinge duels» 20:15 uur | Nastja Čeh 82' |       | 49' Nenad Jestrović  | Centralni Stadion za Bežigradom, Ljubljana Toeschouwers: 5.000 Scheidsrechter: Tom Henning Øvrebø (NOR) |

|                                                                |                                                               |       |          |                                                                            |
| 4 september WK-kwalificatie № 106 «onderlinge duels» 20:15 uur | Slovenië                                                      | 3 – 0 | Moldavië | Arena Petrol, Celje Toeschouwers: 3.620 Scheidsrechter: Jouni Hyytiä (FIN) |
| 4 september WK-kwalificatie № 106 «onderlinge duels» 20:15 uur | Milenko Ačimovič 5' Milenko Ačimovič 27' Milenko Ačimovič 48' |       |          | Arena Petrol, Celje Toeschouwers: 3.620 Scheidsrechter: Jouni Hyytiä (FIN) |

|                                                                |           |       |          |                                                                                  |
| 8 september WK-kwalificatie № 107 «onderlinge duels» 20:00 uur | Schotland | 0 – 0 | Slovenië | Hampden Park, Glasgow Toeschouwers: 38.278 Scheidsrechter: Claus Bo Larsen (DEN) |
| 8 september WK-kwalificatie № 107 «onderlinge duels» 20:00 uur |           |       |          | Hampden Park, Glasgow Toeschouwers: 38.278 Scheidsrechter: Claus Bo Larsen (DEN) |

|                                                              |                   |       |        |                                                                                  |
| 9 oktober WK-kwalificatie № 108 «onderlinge duels» 21:00 uur | Slovenië          | 1 – 0 | Italië | Arena Petrol, Celje Toeschouwers: 9.250 Scheidsrechter: Frank De Bleeckere (BEL) |
| 9 oktober WK-kwalificatie № 108 «onderlinge duels» 21:00 uur | Boštjan Cesar 82' |       |        | Arena Petrol, Celje Toeschouwers: 9.250 Scheidsrechter: Frank De Bleeckere (BEL) |

|                                                               |                                                                |       |          |                                                                                   |
| 13 oktober WK-kwalificatie № 109 «onderlinge duels» 19:00 uur | Noorwegen                                                      | 3 – 0 | Slovenië | Ullevaal Stadion, Oslo Toeschouwers: 24.907 Scheidsrechter: Valentin Ivanov (RUS) |
| 13 oktober WK-kwalificatie № 109 «onderlinge duels» 19:00 uur | John Carew 7' Morten Gamst Pedersen 60' Alexander Ødegaard 90' |       |          | Ullevaal Stadion, Oslo Toeschouwers: 24.907 Scheidsrechter: Valentin Ivanov (RUS) |

|                                                                  |           |       |          |                                                                                              |
| 17 november Vriendschappelijk № 110 «onderlinge duels» 17:30 uur | Slowakije | 0 – 0 | Slovenië | Štadión Antona Malatinského, Trnava Toeschouwers: 5.482 Scheidsrechter: Tommy Skjerven (NOR) |
| 17 november Vriendschappelijk № 110 «onderlinge duels» 17:30 uur |           |       |          | Štadión Antona Malatinského, Trnava Toeschouwers: 5.482 Scheidsrechter: Tommy Skjerven (NOR) |

## FIFA-wereldranglijst
| JAN | FEB | MAR | APR | MEI | JUN | JUL | AUG | SEP | OKT | NOV | DEC |
| --- | --- | --- | --- | --- | --- | --- | --- | --- | --- | --- | --- |
| 31  | 35  | 37  | 36  | 39  | 41  | 42  | 43  | 46  | 43  | 40  | 42  |

## Statistieken
| Borut Mavrič        | 1970-03-27 | SpVgg Greuther Fürth  | 6 | 1 | 0 | 7  | 0  |
| Marko Simeunovič    | 1967-12-06 | Olympiakos Nicosia    | 2 | 0 | 0 | 58 | 0  |
| Samir Handanovič    | 1984-07-14 | Udinese               | 1 | 0 | 0 | 1  | 0  |
| Damir Botonjič      | 1981-09-14 | NK Ljubljana          | 0 | 1 | 0 | 1  | 0  |
| Verdediging         |            |                       |   |   |   |    |    |
| Amir Karič          | 1973-12-31 | Mura Murska Sobota    | 7 | 0 | 0 | 64 | 1  |
| Aleksander Knavs    | 1975-12-05 | VfL Bochum            | 7 | 0 | 0 | 56 | 3  |
| Matej Mavrič        | 1979-01-29 | Molde FK              | 6 | 0 | 0 | 7  | 0  |
| Boštjan Cesar       | 1982-07-09 | Dinamo Zagreb         | 4 | 1 | 1 | 8  | 1  |
| Almir Tanjič        | 1979-01-16 | Primorje Ajdovščina   | 1 | 2 | 0 | 3  | 0  |
| Muamer Vugdalič     | 1977-08-25 | NK Domžale            | 1 | 1 | 0 | 27 | 0  |
| Spasoje Bulajič     | 1975-11-24 | Mura Murska Sobota    | 1 | 0 | 0 | 25 | 1  |
| Branko Ilič         | 1983-02-06 | NK Domžale            | 1 | 0 | 0 | 1  | 0  |
| Aleš Kokot          | 1979-10-23 | ND Gorica             | 0 | 3 | 0 | 0  | 3  |
| Fabijan Cipot       | 1976-08-25 | Al-Arabi              | 0 | 2 | 0 | 15 | 0  |
| Mišo Brečko         | 1984-05-01 | Hamburger SV          | 0 | 1 | 0 | 1  | 0  |
| Suad Filekovič      | 1978-09-16 | Ergotelis             | 0 | 1 | 0 | 3  | 0  |
| Igor Lazič          | 1979-10-30 | NK Publikum Celje     | 0 | 1 | 0 | 1  | 0  |
| Middenveld          |            |                       |   |   |   |    |    |
| Milenko Ačimovič    | 1977-02-15 | Lille OSC             | 9 | 0 | 3 | 61 | 13 |
| Nastja Čeh          | 1978-01-26 | Club Brugge           | 8 | 1 | 1 | 28 | 5  |
| Jalen Pokorn        | 1979-06-07 | Hapoel Nazareth Illit | 6 | 0 | 0 | 6  | 0  |
| Simon Sešlar        | 1974-04-05 | NK Publikum Celje     | 6 | 0 | 0 | 15 | 0  |
| Andrej Komac        | 1979-12-04 | ND Gorica             | 5 | 1 | 0 | 6  | 0  |
| Goran Šukalo        | 1981-08-24 | SpVgg Unterhaching    | 3 | 4 | 0 | 20 | 1  |
| Zlatko Zahovič      | 1971-02-01 | Benfica               | 3 | 0 | 1 | 80 | 35 |
| Miran Pavlin        | 1971-10-08 | APOEL Nicosia         | 3 | 0 | 0 | 63 | 5  |
| Željko Mitrakovič   | 1972-12-30 | Ethnikos Achna FC     | 2 | 0 | 0 | 7  | 0  |
| Adem Kapič          | 1975-04-16 | Ferencvárosi          | 1 | 0 | 0 | 6  | 0  |
| Robert Koren        | 1980-09-20 | Lillestrøm SK         | 0 | 5 | 0 | 9  | 0  |
| Luka Žinko          | 1983-03-23 | FC Istres             | 0 | 1 | 0 | 1  | 0  |
| Aanval              |            |                       |   |   |   |    |    |
| Ermin Šiljak        | 1973-05-11 | Excelsior Moeskroen   | 8 | 0 | 0 | 46 | 14 |
| Zlatko Dedič        | 1984-10-05 | Empoli                | 2 | 3 | 0 | 5  | 0  |
| Sebastjan Cimirotič | 1974-09-14 | NK Publikum Celje     | 2 | 0 | 0 | 24 | 4  |
| Klemen Lavrič       | 1981-06-12 | Dynamo Dresden        | 1 | 2 | 0 | 3  | 0  |
| Borut Semler        | 1985-02-25 | Bayern München II     | 1 | 1 | 0 | 2  | 0  |
| Ermin Rakovič       | 1977-09-07 | Mura Murska Sobota    | 0 | 2 | 1 | 11 | 1  |
| Saša Jakomin        | 1973-03-15 | SW Bregenz            | 0 | 1 | 0 | 1  | 0  |

NZS · A-internationals · Bondscoaches · Selecties · Statistieken · Sloveens vrouwenelftal · Olympisch elftal · Slovenië U21 · Slovenië U20 · Slovenië U19 · Slovenië U18 · Slovenië U17 · Slovenië U16
1991 – 1999 ·
2000 – 2009 ·
2010 – 2019 ·
2020 − 2029
EK's: 1996 · 
2000 · 
2004 · 
2008 · 
2012 · 
2016 · 
2020 · 
2024
WK's: 1998 · 
2002 · 
2006 · 
2010 · 
2014 · 
2018 ·
2022
1991 · 
1992 · 
1993 · 
1994 · 
1995 · 
1996 · 
1997 · 
1998 · 
1999 · 
2000 · 
2001 · 
2002 · 
2003 · 
2004 · 
2005 · 
2006 · 
2007 · 
2008 · 
2009 · 
2010 · 
2011 · 
2012 · 
2013 · 
2014 · 
2015 · 
2016 · 
2017 · 
2018 ·
2019 ·
2020 ·
2021 ·
2022 ·
2023 ·
2024
Albanië ·
Algerije ·
Argentinië ·
Armenië ·
Australië ·
Azerbeidzjan ·
België ·
Bosnië en Herzegovina ·
Bulgarije ·
Canada ·
China ·
Colombia ·
Cyprus ·
Denemarken ·
Duitsland ·
Engeland ·
Estland ·
Faeröer ·
 Finland ·
Frankrijk ·
Georgië ·
Ghana ·
Gibraltar ·
Griekenland ·
Honduras ·
Hongarije ·
IJsland ·
Israël ·
Italië ·
Ivoorkust ·
Joegoslavië ·
Kazachstan ·
Kosovo ·
Kroatië ·
Letland ·
Litouwen ·
Luxemburg ·
Malta ·
Mexico ·
Moldavië ·
Montenegro ·
Nederland ·
Nieuw-Zeeland ·
Noord-Ierland ·
Noord-Macedonië ·
Noorwegen ·
Oekraïne ·
Oman ·
Oostenrijk ·
Paraguay ·
Polen ·
Portugal ·
Qatar ·
Roemenië ·
Rusland ·
San Marino ·
Saoedi-Arabië ·
Schotland ·
Servië ·
Servië en Montenegro ·
Slowakije ·
Spanje ·
Trinidad en Tobago ·
Tsjechië ·
Tunesië ·
Turkije · 
Uruguay ·
Verenigde Arabische Emiraten ·
Verenigde Staten ·
Wales ·
Wit-Rusland ·
Zuid-Afrika ·
Zweden ·
Zwitserland
Algerije (2010) · 
Engeland (2010) · 
Paraguay (2002) · 
Spanje (2002) · 
Verenigde Staten (2010) · 
Zuid-Afrika (2002)